# Lugarejos
Lugarejos es una localidad española del municipio de Guriezo, perteneciente a la comunidad autónoma de Cantabria.

## Geografía
La localidad se encuentra a 200 m s. n. m. y a 3,5 kilómetros de la capital municipal, El Puente.

## Historia
Hacia mediados del siglo XIX, el lugar era referido como una aldea ya por entonces perteneciente al municipio de Guriezo. Aparece descrito en el décimo volumen del Diccionario geográfico-estadístico-histórico de España y sus posesiones de Ultramar de Pascual Madoz con las siguientes palabras:

LUGAREJOS: ald. en la prov. y dióc. de Santander, part. jud. de Castro-Urdiales: pertenece al valle y ayunt. de Guriezo. (V.)
(Madoz, 1847, p. 425)

En 2023, la entidad singular de población de Lugarejos tenía empadronados 18 habitantes, todos ellos en el núcleo de población de ese nombre.